# ORP Wilk (1929)
ORP Wilk – polski podwodny stawiacz min z okresu międzywojennego i II wojny światowej. Był okrętem prototypowym typu Wilk, obejmującego ponadto jednostki „Żbik” i „Ryś”.

## Historia
Okręt podwodny – stawiacz min ORP „Wilk” został zbudowany we francuskiej stoczni Chantiers et Ateliers Augustin Normand w Hawrze na zamówienie polskiej Marynarki Wojennej. Umowę podpisano 1 grudnia 1926, a budowę rozpoczęto na początku 1927 roku. Okręt wodowano 12 kwietnia 1929 roku i nadano mu nazwę „Wilk” (wodowano go jako pierwszy okręt typu, stąd pochodzi nazwa całego typu). 
31 października 1931 roku w Cherbourgu odbyła się ceremonia podniesienia bandery na łodzi podwodnej ORP „Wilk”, jak ówcześnie klasyfikowano okręt podwodny. Minister Spraw Wojskowych, marszałek Polski Józef Piłsudski „z dniem 31 października 1931 roku wcielił łódź podwodną «Wilk» w skład okrętów wojennych Rzeczypospolitej”. Następnie okręt przypłynął do Polski.
4 grudnia 1931 roku „Wilk” wszedł w skład Grupy Okrętów Podwodnych Dywizjonu Minowców, a od 1 maja 1932 roku – w skład Dywizjonu Okrętów Podwodnych (początkowo „łodzi podwodnych”). Razem z innymi okrętami odbył szereg wizyt zagranicznych, m.in. w 1932 roku w Sztokholmie, w 1934 roku w Amsterdamie, a w 1935 roku w Tallinnie.

## Służba

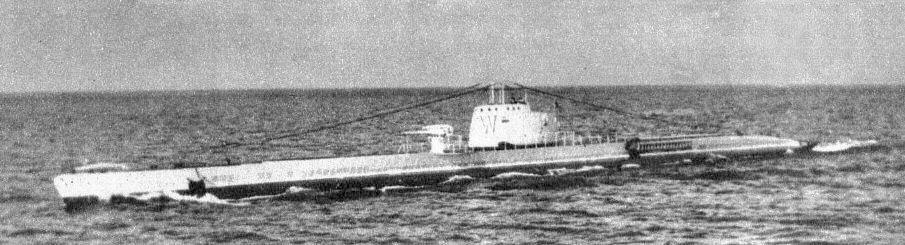
ORP „Wilk” przed wojną

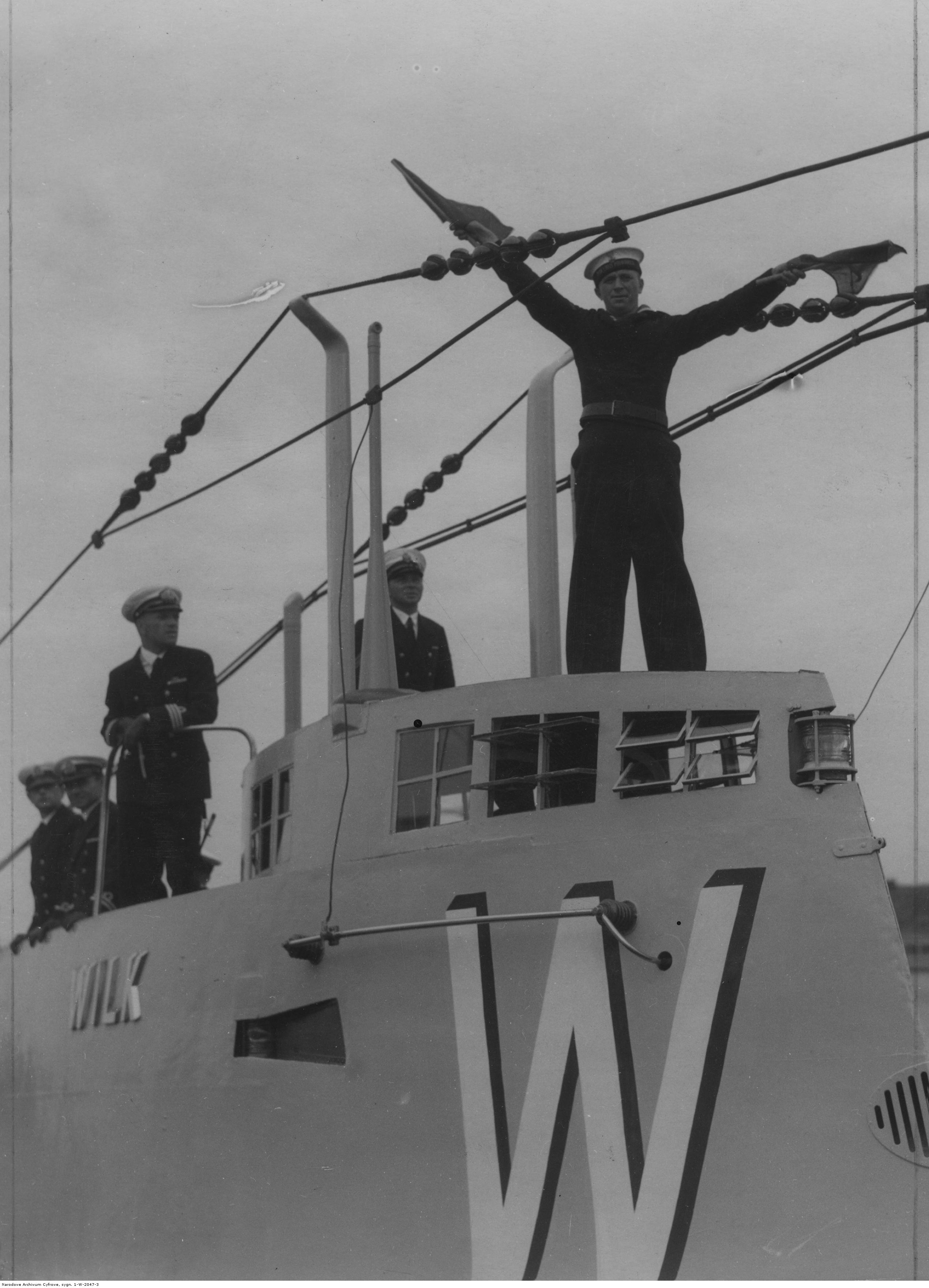
Kiosk ORP „Wilk” przed wojną

W dniu wybuchu II wojny światowej, 1 września 1939 roku o 6:15 „Wilk” wyruszył z portu wojennego na Oksywiu, po czym otrzymał rozkazy patrolowania w Zatoce Gdańskiej według planu Worek. Kilkakrotnie obserwował następnie samoloty niemieckie, stwarzające niebezpieczeństwo jego wykrycia. Po 11 „Wilk” osiągnął swój sektor na południowy wschód od Helu, po czym przygotowywał się do ataku na wykryty okręt niemiecki, od którego odstąpiono po rozpoznaniu go z odległości 3000 m jako trałowca. Zauważył też dwa niszczyciele niemieckie, lecz znajdowały się zbyt daleko, aby je atakować. W nocy „Wilk” naładował akumulatory na powierzchni na redzie Helu. 2 września „Wilk” zauważył około godz. 9 niemiecki niszczyciel, lecz podczas zbliżania się w zanurzeniu do celu został wykryty i zaatakowany przez trałowce M 4 i M 7. Tego dnia niszczyciel „Erich Steinbrinck” meldował o zaatakowaniu go o godz. 13.11 niecelną torpedą okrętu podwodnego, jednakże polskie źródła nie potwierdzają faktu ataku. Trałowce, atakując bombami głębinowymi, uszkodziły klapę tłumika i spowodowały nieszczelność zbiorników paliwa – wyciek ropy wywołał zapewne u Niemców przekonanie o zatopieniu okrętu, który położył się na dnie na głębokości 60 m. 3 września „Wilk” postawił w Zatoce Gdańskiej zagrodę minową z 20 min (najprawdopodobniej mina z tej zagrody zatopiła 7 grudnia 1939 niemiecki kuter rybacki Pil-55 „Heimat” o poj. 13 BRT). Według niektórych relacji, tego wieczoru doszło do spotkania na powierzchni z ORP „Orzeł”, lecz fakt ten jest kwestionowany. 4 września w dzień „Wilk” ponownie był atakowany kilkakrotnie bombami głębinowymi przez trałowce i przeleżał dzień na dnie, ładując w nocy akumulatory na powierzchni. Ponowne, bardziej intensywne ataki miały miejsce 5 września, kiedy to uszkodzone zostały stery głębokości, kompas magnetyczny, zalany został lewy tłumik, wystąpiły przecieki zaworów dennych i wycieki paliwa, i okręt zszedł na dno na głębokość 87 m. Niemcy ogłosili wówczas komunikat o zatopieniu przez trałowiec M 4 polskiego okrętu podwodnego. W nocy 6 września „Wilk” zaobserwował konwój niemieckich statków, lecz nie mógł zająć pozycji do ataku z uwagi na obecność eskorty. W dniach 8-9 września „Wilk” na rozkaz Dowództwa Floty przeszedł do nowego sektora na północ od latarni Stilo. Tego dnia ponownie zaobserwował konwój z jednego statku i dwóch okrętów, lecz nie zdołał go zaatakować z powodu odejścia Niemców. Z powodu uszkodzeń, w tym niewielkich przecieków, oraz wyczerpującego się zapasu paliwa i niemożności jego uzupełnienia w polskich portach, w nocy 10/11 września skontaktował się z dowództwem floty i otrzymał zgodę na rejs do Wielkiej Brytanii lub internowanie w Szwecji. 12 września o 3.40 dowódca „Wilka” opuścił sektor i rozpoczął rejs do Wielkiej Brytanii. Według relacji Bolesława Romanowskiego, „Wilk” po drodze miał zaobserwować krążownik ciężki „Admiral Hipper” w Zatoce Meklemburskiej i podjąć nieudaną próbę podejścia do ataku, jednak okoliczność ta jest oceniana jako niewiarygodna. W nocy 14/15 września zdołał przedrzeć się na powierzchni poprzez cieśninę Sund (mijając się przy tym w odległości ok. 60 m z niemieckim niszczycielem „Richard Beitzen” i torpedowcem T 107, biorącymi go za okręt szwedzki). 15 września „Wilk” był prawdopodobnie atakowany torpedą koło wyspy Anholt przez okręt podwodny U-48, lecz wystrzelona torpeda była niecelna. 20 września „Wilk” dopłynął do Rosyth w Wielkiej Brytanii.

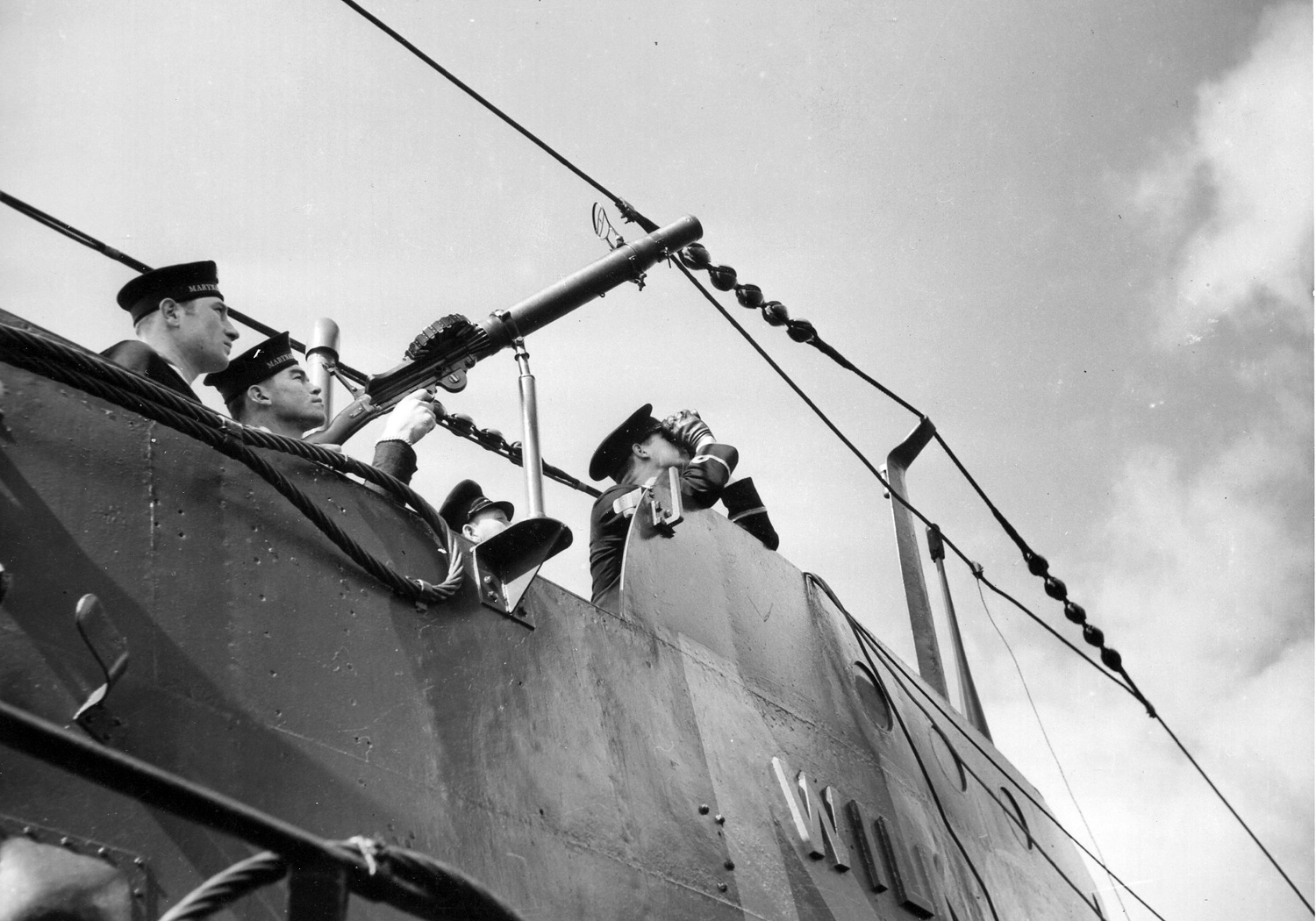
ORP „Wilk” w Wielkiej Brytanii w 1940 r. (widoczne dodatkowe karabiny Lewis)

„Wilk” został przebazowany do Scapa Flow, gdzie przebywał do połowy października. Następnie udał się do Dundee na remont, podczas którego m.in. zamontowano hydrolokator (asdic) i przystosowano wyrzutnie do brytyjskich torped 533 mm. 16 listopada załogę okrętu odwiedził gen. Sikorski, który odznaczył dowódcę okrętu kpt. Krawczyka orderem Virtuti Militari V klasy oraz wszystkich członków załogi Krzyżem Walecznych. 23 listopada 1939 roku włączono go w skład 2. Flotylli Okrętów Podwodnych w Rosyth. Włączony w skład floty alianckiej, brał udział w okresie od listopada 1939 roku do stycznia 1941 roku w działaniach na Morzu Północnym, odbywając łącznie 9 patroli bojowych. Nie odniósł jednak żadnych sukcesów bojowych, natomiast kilkakrotnie był uszkodzony ogniem broni pokładowej samolotów. W trakcie trzeciego patrolu w nocy 20 czerwca 1940 roku, o godz. 0.25 staranował niezidentyfikowany obiekt. Według później opublikowanych wspomnień zastępcy dowódcy Bolesława Romanowskiego, zatopiono zanurzający się niemiecki U-Boot, lecz wersja ta nie została potwierdzona. Część publikacji stawia tezę, że zatopiony został sprzymierzony holenderski okręt O 13. Jednakże, według najnowszych analiz uszkodzeń „Wilka”, dokumentów sporządzanych na patrolu oraz raportu dla Admiralicji, obiektem tym była prawdopodobnie boja, która dostała się między śruby. Uszkodzeniu uległy bowiem obie śruby „Wilka”, poza tym brak było większych uszkodzeń, a przede wszystkim nienaruszony był ster oraz łącznik między sterem a stępką, znajdujący się poniżej śrub, co według Bartelskiego byłoby nieprawdopodobne w przypadku staranowania okrętu podwodnego. Tym samym, relacja wynikająca ze wspomnień zastępcy dowódcy, z której wynikało wyraźne zaobserwowanie okrętu podwodnego, jest oceniana jako niewiarygodna, tym bardziej że istnieją zastrzeżenia także co do innych fragmentów jego wspomnień. Zachodnie publikacje mimo to uważają wersję zatopienia okrętu podwodnego za prawdopodobną, wykluczając jednak możliwość staranowania O 13 z uwagi na fakt, że według relacji, okręt został trafiony w okolicę działa pokładowego, podczas gdy O 13 nie miał takiego działa. Podczas siódmego patrolu u brzegów Norwegii kilkakrotnie zaobserwowano 19 i 20 października 1940 r. wrogie jednostki, lecz podjęto tylko jeden atak zakończony wystrzeleniem torped. Celem był norweski statek „Betty” pod kontrolą niemiecką (2439 BRT) 19 października pod Lister, lecz dwie wystrzelone torpedy były niecelne (umiejętności i wyszkolenie dowódcy kmdra por. Krawczyka zostały po tym patrolu ocenione jako niższe, niż brytyjskich dowódców, w raporcie brytyjskiego dowódcy 3 Flotylli Okrętów Podwodnych). Ostatni patrol bojowy „Wilk” odbył między 8 a 20 stycznia 1941 roku, po czym, po remoncie ukończonym w sierpniu, z uwagi na zużycie, przesunięto go do zadań szkoleniowych. Łącznie podczas 9 patroli bojowych przebył 9978 mil morskich. 2 kwietnia 1942 roku został wycofany do rezerwy w Devonport. 28 września 1946 roku władze emigracyjne przekazały okręt Brytyjczykom, po czym pozostawał on w Harwich.
| kpt. mar. Aleksander Mohuczy              | 31 października 1931 – 19 grudnia 1934 |
| kpt. mar. Brunon Jabłoński                | 19 grudnia 1934 – 8 grudnia 1936       |
| kpt. mar. / kmdr. ppor. Władysław Salamon | 8 grudnia 1936 – 4 stycznia 1939       |
| kpt. mar. Bogusław Krawczyk               | 31 marca 1939 – 13 kwietnia 1940       |
| kpt. mar. Borys Karnicki                  | 13 kwietnia 1940 – 1 sierpnia 1940     |
| kmdr. ppor. Bogusław Krawczyk             | 1 sierpnia 1940 – 20 lipca 1941        |
| kmdr. ppor. Brunon Jabłoński              | 20 lipca 1941 – 23 kwietnia 1942       |

Władze polskie proponowały wymianę „Wilka” na sprawny brytyjski okręt podwodny, lecz w ówczesnej sytuacji politycznej Brytyjczycy nie wyrazili na to zgody. Wobec kiepskiego stanu technicznego, dopiero w październiku 1952 roku „Wilk” został sprowadzony na holu do Polski przez holownik PRO „Swarożyc”. Z uwagi na swój stan techniczny i nieopłacalność remontu, został w 1954 roku skreślony z listy floty i złomowany.
Okręt w czasie służby w Polsce nosił znak burtowy „W”, a w czasie służby w Wielkiej Brytanii: 64A, następnie A64 i N64.
Patrole z Polski
1. 1 września 1939 – 20 września 1939

Patrole z Wielkiej Brytanii
1. 29 listopada 1939 – 13 grudnia 1939, Skagerrak
2. 26 grudnia 1939 – 8 stycznia 1940, Skagerrak
3. 18 czerwca 1940 – 25 czerwca 1940
4. 10 lipca 1940 – 24 lipca 1940, Skagerrak
5. 8 sierpnia 1940 – 21 sierpnia 1940, Dogger Bank
6. 8 września 1940 – 21 września 1940, Morze Północne
7. 9 października 1940 – 25 października 1940, wybrzeża Norwegii
8. 18 listopada – 3 grudnia 1940
9. 8 stycznia 1941 – 20 stycznia 1941

## Dane taktyczno-techniczne
- Wyporność:
  - nadwodna – 980 ton
  - podwodna – 1248 ton

- Wymiary:
  - długość – 77,95 m
  - szerokość – 5,45 m
  - zanurzenie – 4,2 m

- Wysokość metacentryczna:
  - nawodna – 0,6 m
  - podwodna – 0,215 m

- Głębokość zanurzenia:[4]
  - dopuszczalna – 80 m
  - maksymalna – 100 m
  - peryskopowa 7–9 m

- Napęd:
  - dwa silniki wysokoprężne typu Normand Vickers, ośmiocylindrowe, o łącznej mocy 1800 KM (1324 kW) przy 390 obr./min
  - dwa silniki elektryczne o łącznej mocy 1200 KM (883 kW) produkcji Societée Alsacienne de Constructions Mecaniques, Belfort 110 V, 250 obr./min
- pojemność zbiorników paliwa – 96 ton; dodatkowy zapas paliwa – 43 tony
- dwie baterie akumulatorów po 100 ogniw

- Prędkość maksymalna:
  - nawodna – 14,5 węzła
  - podwodna – 9,5 węzła

- Zasięg pływania:
  - nawodny: przy prędkości 10 węzłów – 3500 Mm, z dodatkowym zapasem 43 ton paliwa – 7000 Mm
  - podwodny – przy prędkości 5 węzłów – 100 Mm

- Uzbrojenie:

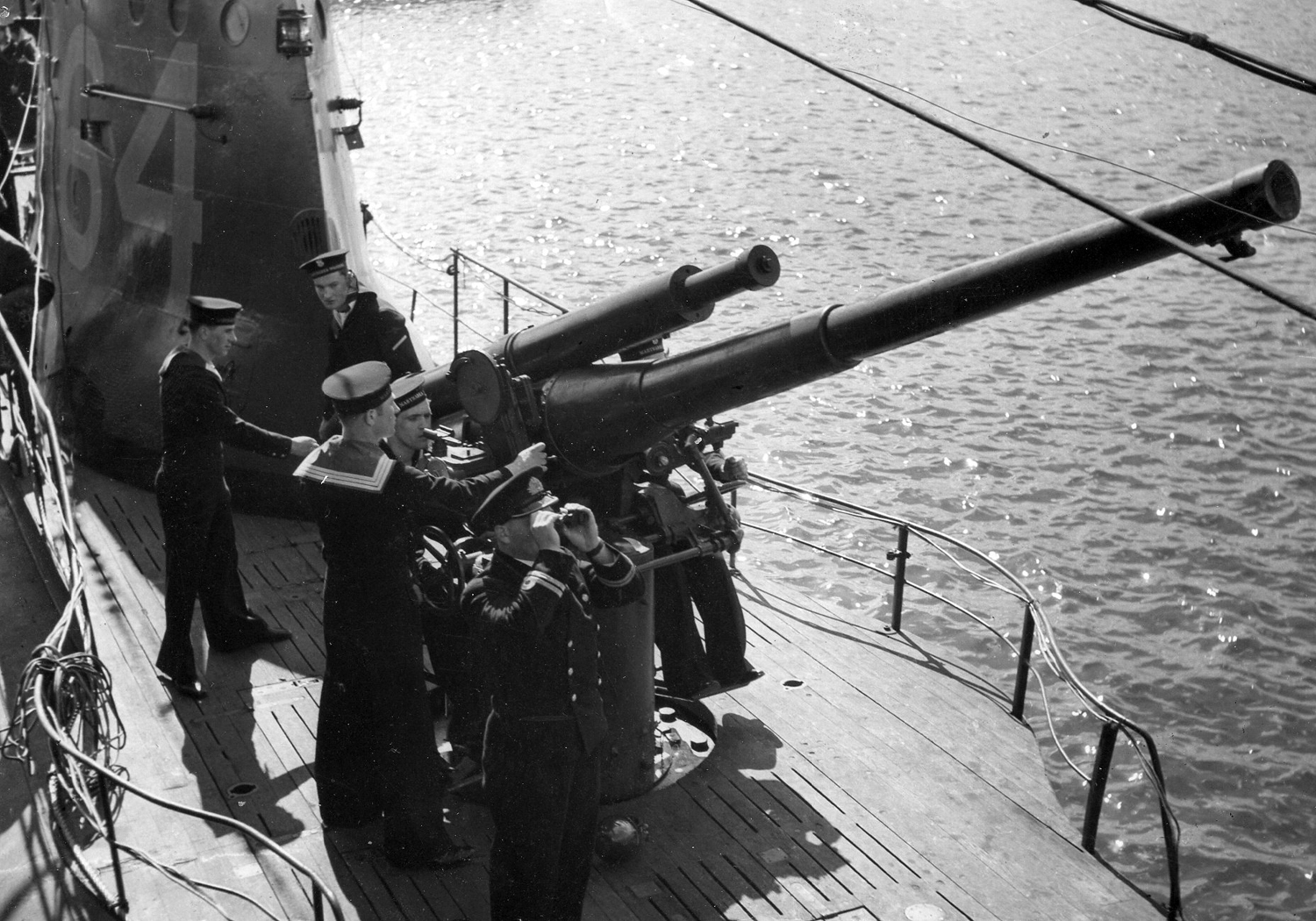
Działo i kiosk „Wilka” w okresie służby w Wielkiej Brytanii (widoczny numer burtowy N64)

  - 1 100 mm armata morska wz. 1917 Schneider L/40
  - 1 działko przeciwlotnicze 40 mm Vickers (L/40) (do 1935 r.)
  - 2 nkm plot. kalibru 13,2 mm Hotchkiss wz.30 (L/76) (1 × II) (od 1935 r.)
  - 6 wyrzutni torpedowych 550 mm (cztery dziobowe stałe i jedna podwójna obrotowa na śródokręciu)
  - 10 torped wz. 1924V[4]
  - 40 min typu SM-5 (po 5 sztuk w dwóch rufowych aparatach minowych i 30 sztuk w przedziale minowym – zwykle przenoszono tylko 38)[4].

- Wyposażenie:
  - stacja korespondencyjna SMIK; stacja odbiorcza podwodna, sonda ultradźwiękowa, oscylator podwodny, żyrokompas
  - hydrolokator Asdic (w Wielkiej Brytanii)

- Osiągi:
  - autonomiczność – 35 dni
  - czas zanurzania na głębokość peryskopową – 50 sekund

- Załoga:
  - w czasie wojny: 5 oficerów + 49 podoficerów i marynarzy
  - w czasie pokoju: 4 oficerów + 42 podoficerów i marynarzy